# Aart Veder
Aart Veder (* 1947 in Berlin) ist ein niederländischer Theaterschauspieler, Regisseur, Synchron- und Hörspielsprecher.

## Leben
Seit 1978 ist Veder Schauspieler. Er lebt in Darmstadt und ist dort am Staatstheater Darmstadt engagiert. Darüber hinaus moderiert und rezitiert er, gestaltet Lesungen, führt Regie und ist Hörspiel- und Hörbuchsprecher. Er war unter anderem Synchronsprecher für Tim Curry als Ebenezer Scrooge in der Verfilmung von Dickens’ Die Weihnachtsgeschichte. Veder ist auch Sprecher für Rollen in Videospielen, so in mehreren Folgen der deutschen Version der Reihe Final Fantasy und als Carl Manfred in Detroit: Become Human. 2013 las er den Psychothriller Tiefes Land als Hörbuch ein.

## Filmografie (Auswahl)
- 1977: als Dr. Hans Hellwig in Der doppelte Moritz
- 1981: als Taxifahrer in Goldene Zeiten – Bittere Zeiten
- 1983: als Kommissar in Ein Fall für zwei (Strich durch die Rechnung)
- 1984: Diese Drombuschs (Das Konzert)
- 1982: als Regisseur in Tatort (Blaßlila Briefe)
- 1983: Tatort (Blütenträume)
- 1985: Vorsicht, Falle! (Folge 1.93)
- 1986: Tatort (Automord)
- 1987: Albert Schweitzer (Folge 1.3)
- 1987: Vorsicht, Falle! (Folge 1.102)
- 1988: Vorsicht, Falle! (Folge 1.106)
- 1998: als Siegfried Daum in Stadtklinik (Die Befreiung)
- 1998: als Siegfried Daum in Stadtklinik (Der Wiederholungstäter)
- 1998: als Siegfried Daum in Stadtklinik (Die Erpressung)

## Synchronrollen (Auswahl)

### Filme
- 1958: Francis Lederer als Graf Dracula in Die Rückkehr des Dracula (Synchronisation: 2012)
- 1971: John Bethune als Quinlan in Nightfall - Stimmen der Angst (VHS-Synchronisation: 1996)
- 1987: Michael Bell als Duke in G.I. Joe - The Movie (Synchronisation: 2005)
- 1987: als Prolog-Sprecher in Running Man (VHS-Synchronisation: 1996)
- 1989: Jere Burns als Jared Riley in Mörderischer Irrtum
- 1994: Don Collier als Sheriff in Rauchende Colts: Er ist das Gesetz
- 1997: Tim Curry als Ebenezer Scrooge in Die Weihnachtsgeschichte
- 2008: Martin Landau als Robert Malone in Immer noch Liebe! (Synchronisation: 2012)
- 2009: Christopher Lee als Mr. Alfred Rhinegold in Boogie Woogie - Sex, Lügen, Geld und Kunst (Synchronisation: 2012)
- 2010: Christopher Lee als Mr. Mason in The Heavy - Der letzte Job
- 2011: Martin Landau als Rabbi Albert Lewis in Damit ihr mich nicht vergesst
- 2016: Christopher Lloyd als Crowley in I Am Not a Serial Killer
- 2018: Roy Hudd als Eric, der Hausmeister in Ein Mops zum Verlieben

### Serien
- 1954–1955: Howard Marion-Crawford als Dr. Watson in Sherlock Holmes (2. Synchronfassung)
- 1963–1989: John Baker als Ralph/David Neal als Präsident in Doctor Who
- 1984–1988: Felice Orlandi als Tony/Roy Poole als Mr. Killup/George Sims als Harold Anderson in Geschichten aus der Schattenwelt (2. Synchronfassung)

## Hörbücher und -spiele (Auswahl)

### Hörbücher
- 2009: Elke Bräunling: Auf der Traumwolke – Fantasiereisen für Kinder
- 2012: Carsten Steenbergen: Tiefes Land, Psychothriller GmbH, EAN: 9783942261371

### Hörspiele
- 1981–1991, 2021: Geisterjäger John Sinclair, Tonstudio Braun, als Bill Conolly
- 1997–2005: Larry Maccloud – Der Kämpfer gegen das Unfassbare, Tonstudio Braun, als Arthur
- 2005: Geister-Schocker: Das Werkzeug des Bösen, Lübbe Audio, als Harold Parry

## Videospiele (Auswahl)
- 2001: als Y'Berion in Gothic[2]
- 2002: als Erzähler in Die Gilde[3]
- 2003: als Erzähler in Die Gilde: Gaukler, Gruften und Geschütze[4]
- 2004: als Tharbek in World of Warcraft[5]
- 2005: als Anducar in Sacred Underworld[6]
- 2006: diverse Rollen in The Elder Scrolls IV: Oblivion[7]
- 2006: als Erzähler in Die Gilde 2
- 2006: als Amin Sahir in Anno 1701[8]
- 2006: als Dr. Watson in Sherlock Holmes: Die Spur der Erwachten[9]
- 2006: diverse Rollen in Warhammer: Mark of Chaos[10]
- 2006: diverse Rollen in Star Trek: Legacy[11]
- 2010: als Artillerie in Napoleon: Total War[12]
- 2016: als Jonathan Maguire in Mafia III[13]
- 2018: als Carl Manfred in Detroit: Become Human
- 2021: als Brabak in ELEX 2
- 2024: als Doktor Shieran in Final Fantasy VII Rebirth